# Lacus Timoris
Il Lacus Timoris ("Lago della paura", in latino) è un piccolo mare lunare con un'estensione di circa 117 km. È stato scoperto nel 1976 e il suo nome approvato dall'Unione Astronomica Internazionale in un convegno tenutosi a Grenoble.